# Jan Mikulka
Jan Mikulka (* 4. dubna 1980 Praha) je český malíř. Zabývá se  malbou zátiší, figurální i portrétní tvorbou. V roce 2011 získal cenu diváků BP Portrait Award na soutěžní výstavě londýnské Národní portrétní galerie. Dvakrát uspěl v mezinárodní prestižní soutěži, pořádané londýnskou Královskou společností malířů portrétů. V roce 2013 získal první cenu za autoportrét (SELF Portrait Prize) a v roce 2016 cenu The Changing Faces Prize. Na mezinárodní výstavě „Figurativas“, kterou pořádá španělské muzeum moderních umění Museo Europeo de Arte Moderno v Barceloně, získal čestná uznání (2015, 2019).

## Život
Při studiu na gymnáziu se začal věnovat keramice. Docházel také na uměleckoprůmyslovou školu k sochaři Vojtěchovi Adamcovi na kurz figurální kresby. Po druhém ročníku ukončil studium na gymnáziu a v letech 1996–2000 vystudoval obor řezbářství a tvarování dřeva na Střední odborné škole uměleckoprůmyslové v Praze. V roce 2000 byl přijat na Akademii výtvarných umění v Praze do ateliéru klasických malířských technik prof. Zdeňka Berana. Magisterský titul získal v roce 2006.
Již během studia představil své práce na výstavě „Portrét 2000“ v Klatovech a na Mezinárodním bienále současného umění v Praze (2004, 2005). V roce 2012 se představil první samostatnou výstavou Momenty v pražské Galerii Anderle. Po ukončení studia se věnoval portrétní tvorbě a počítačové grafice.

### Ocenění
- 2011 – cena diváků BP Portrait Award, soutěžní výstava, Národní portrétní galerie, Londýn[6]
- 2013 – cena za autoportrét (SELF Portrait Prize), uděluje Královská společnost malířů portrétů.[7][8] Patronkou soutěže byla britská královna Alžběta II., která navštívila vernisáž.[7][8]
- 2015 – cena na výstavě Figurativas, Museo Europeo de Arte Moderno, Barcelona, Španělsko[9]
- 2016 – cena The Changing Faces Prize, výroční výstava Královské společností malířů portrétů, Londýn[10]
- 2019 – cena na výstavě Figurativas, Museo Europeo de Arte Moderno, Barcelona, Španělsko (portrét Sebastian).[11][12]

Umělcovy obrazy jsou zastoupeny ve sbírkách Národní galerie v Praze, The Changing Faces Foundation, Museo Europeo de Arte Moderno i v soukromých sbírkách. Je zastupován Galerií Cermak Eisenkraft v Praze.

## Dílo

### Portréty a figurální malba
Vědomě navazoval na dědictví klasické malby od renesance po akademickou malbu 19. století. V počátcích tvorby připomínala jeho práce svojí estetikou baroko (cykly obrazů Barely a Torza). Posléze se umělec začal věnovat realistické figurální malbě a přiklonil se fotorealismu.
Mimésis jeho malby neznamená přesnou kopii existující předlohy, ale snahu přiblížit se podstatě subjektu, která zahrnuje i faktor času. Autor neusiluje o stylizaci či psychologickou sondu zobrazovaného objektu. Portréty malované na zakázku většinou zobrazují osoby z čelního pohledu. Přírodní prostředí, které používá v pozadí bývá zbaveno popisnosti a přispívá ke zvýraznění subjektu. Tlumivý efekt pozadí působí také na modelaci inkarnátu (Sebastian, 2015, V parku, 2015). Na formálnějších oficiálních portrétech se malba do jisté míry více blíží fotografické kvalitě, přestože i zde je třeba vnímat, že se jedná o subjektivní interpretaci apriorní skutečnosti.

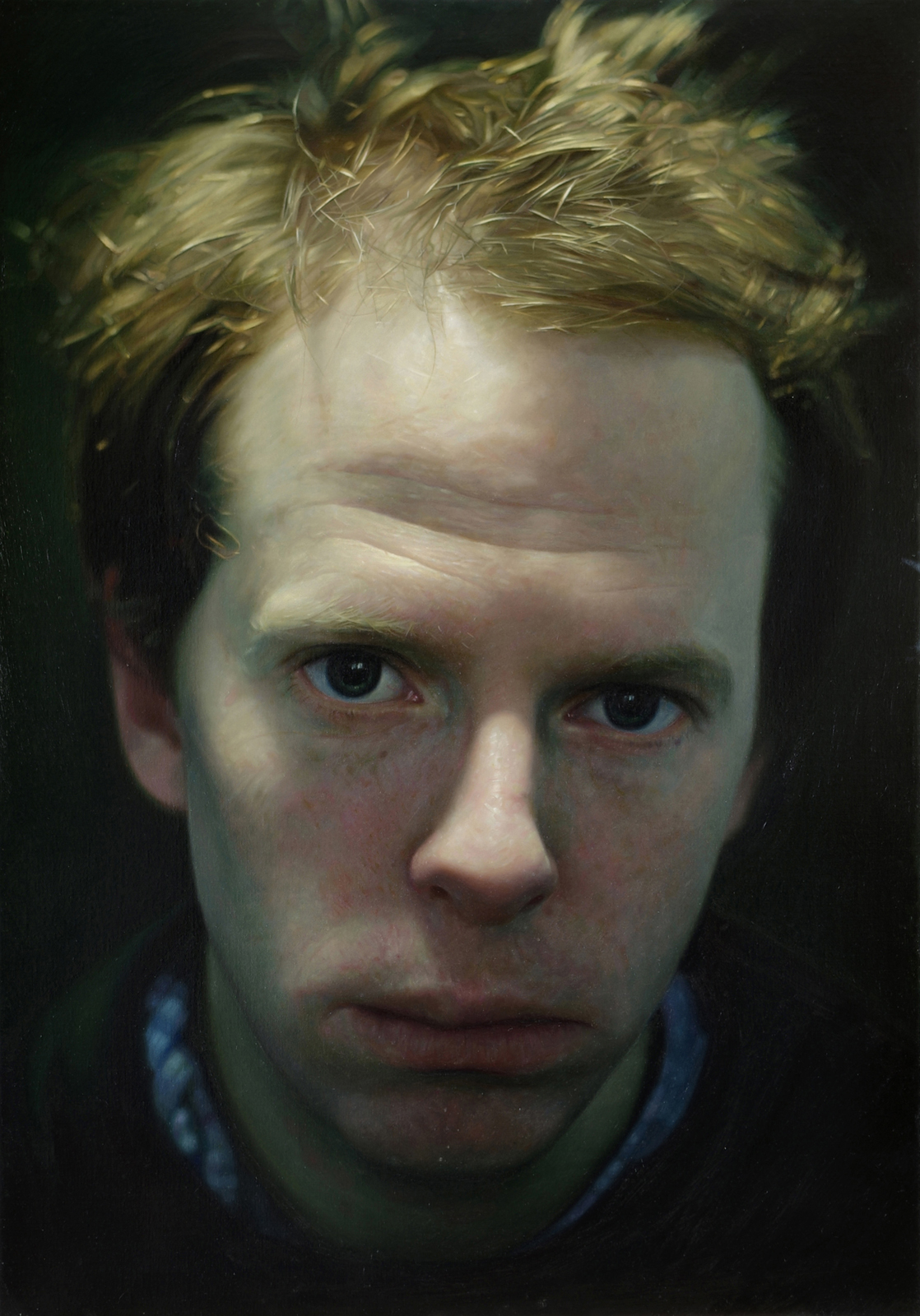
Jan Mikulka, Jakub, 2011
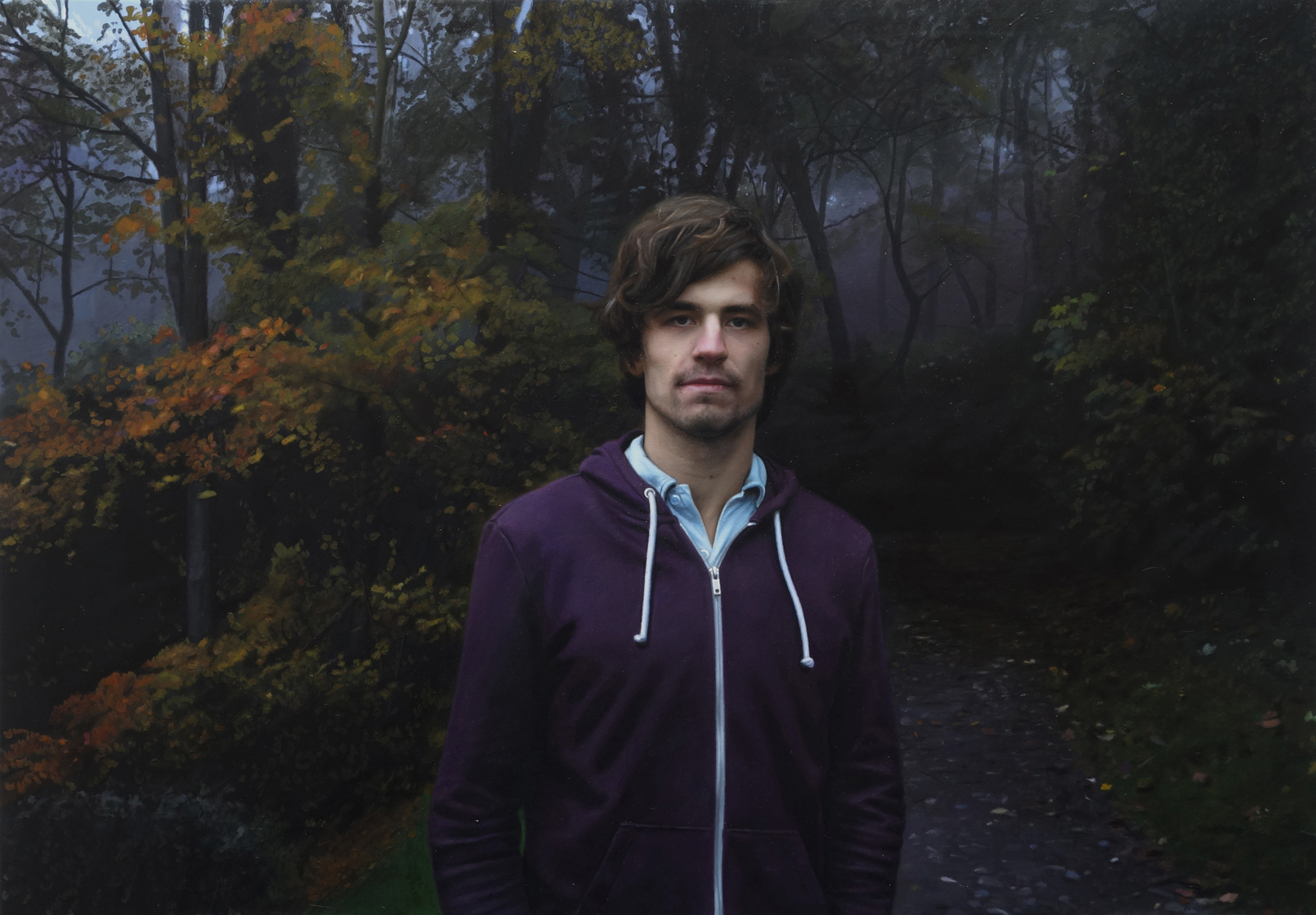
Jan Mikulka, Sebastian, 2015
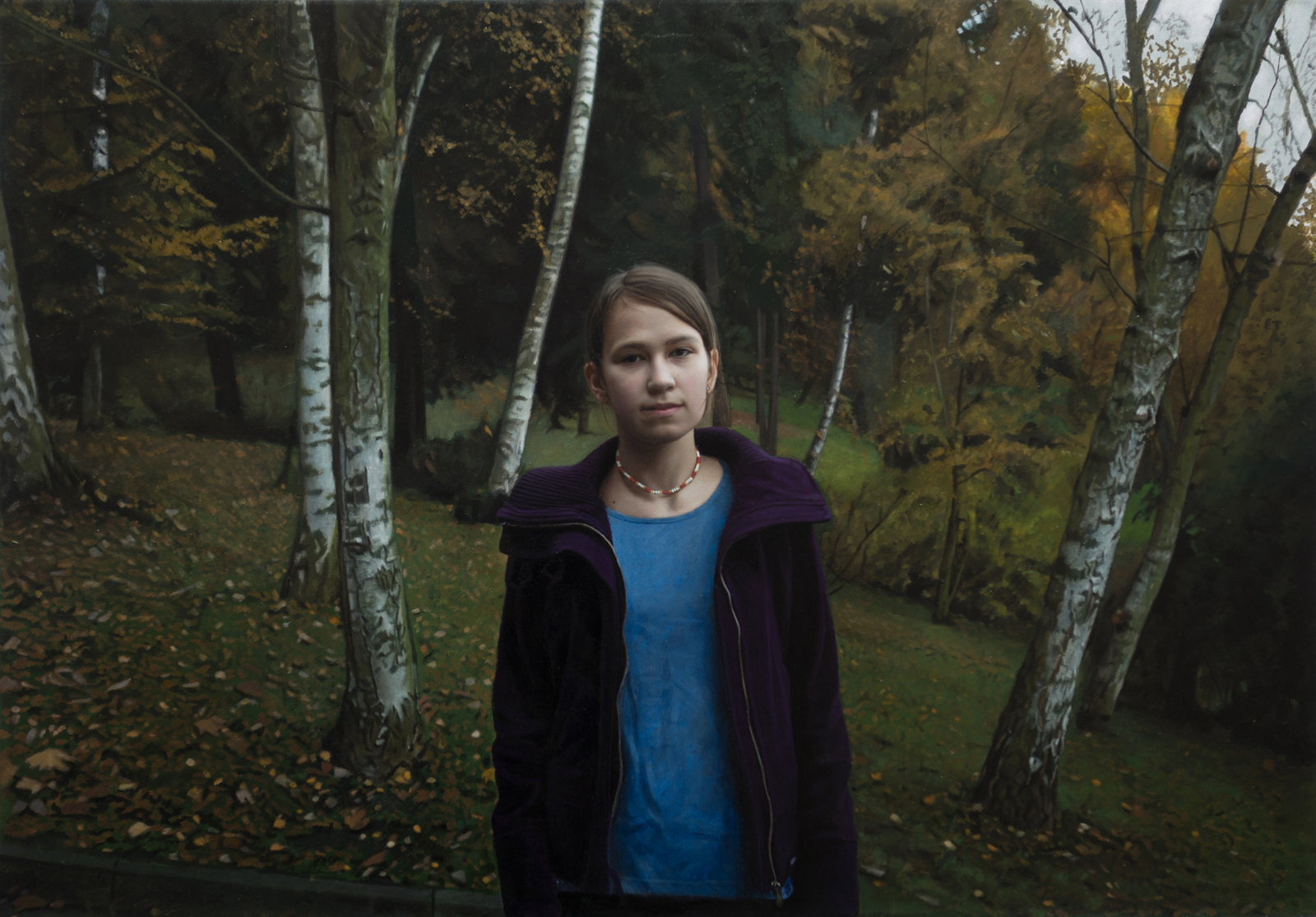
Jan Mikulka, V parku, 2015
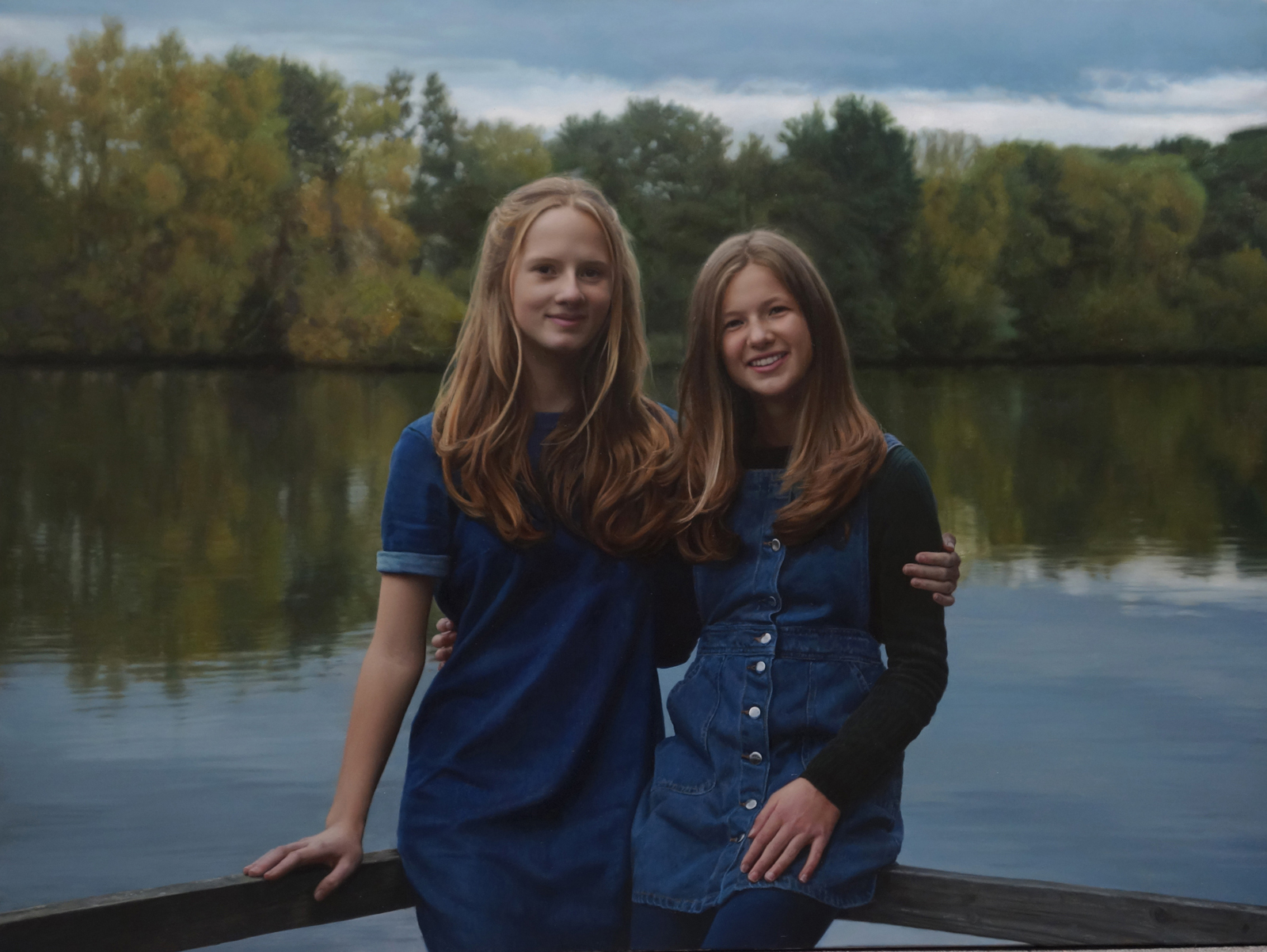
Jan Mikulka, Antonia a Lavinia, 2017

Realistické portréty, ženy ve vaně (Vana, 2013) nebo akty připomínají zdrženlivé a idealizující malby, jako je Velásquezova Venuše se zrcadlem nebo Cabanelovo Zrození Venuše. Konvence zrušil ve svém Modrém aktu (2017), zobrazující ženské tělo z pohledu pod hladinou.

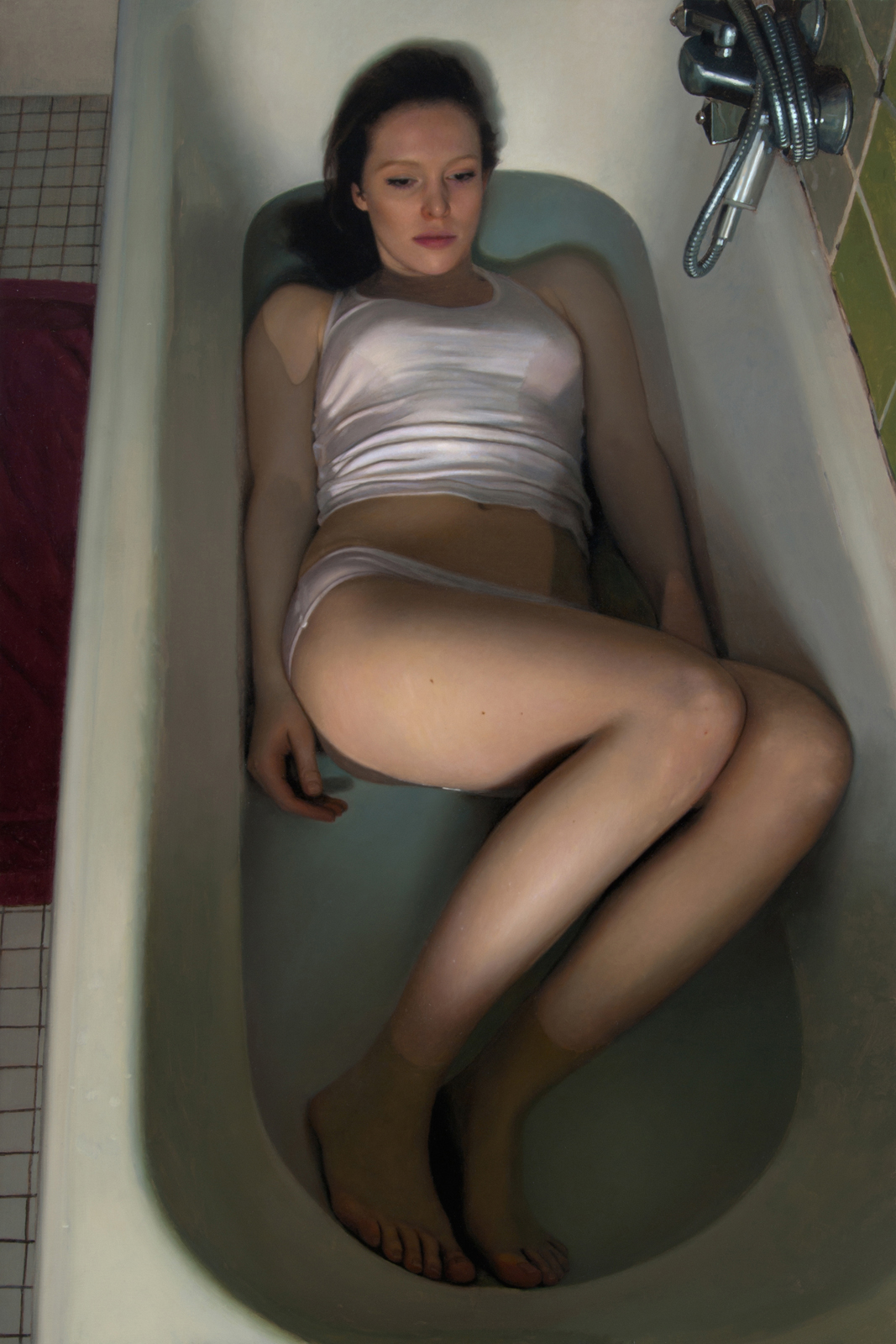
Jan Mikulka, Ve vaně, 2013
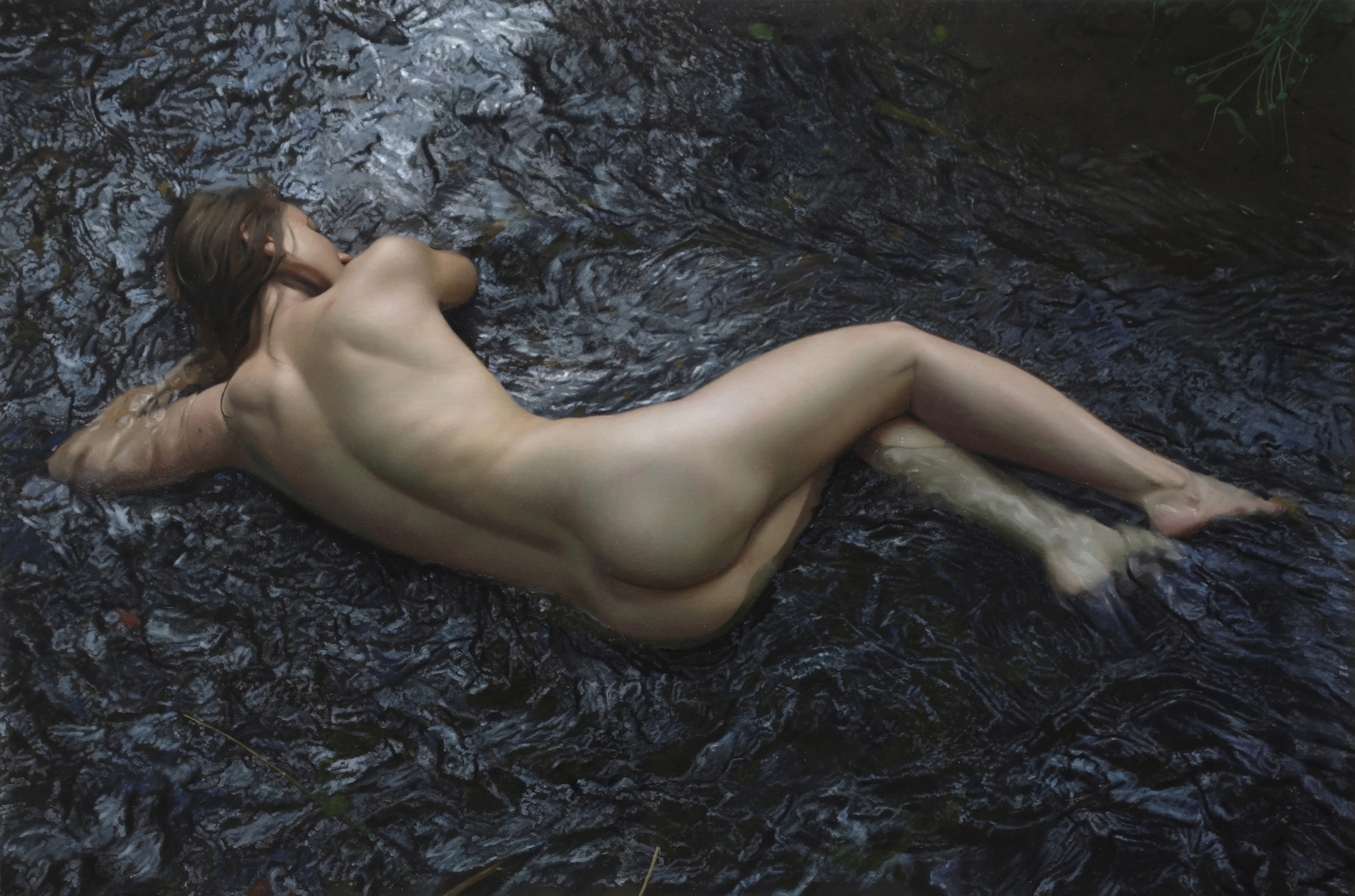
Jan Mikulka, Akt v potoce, 2016
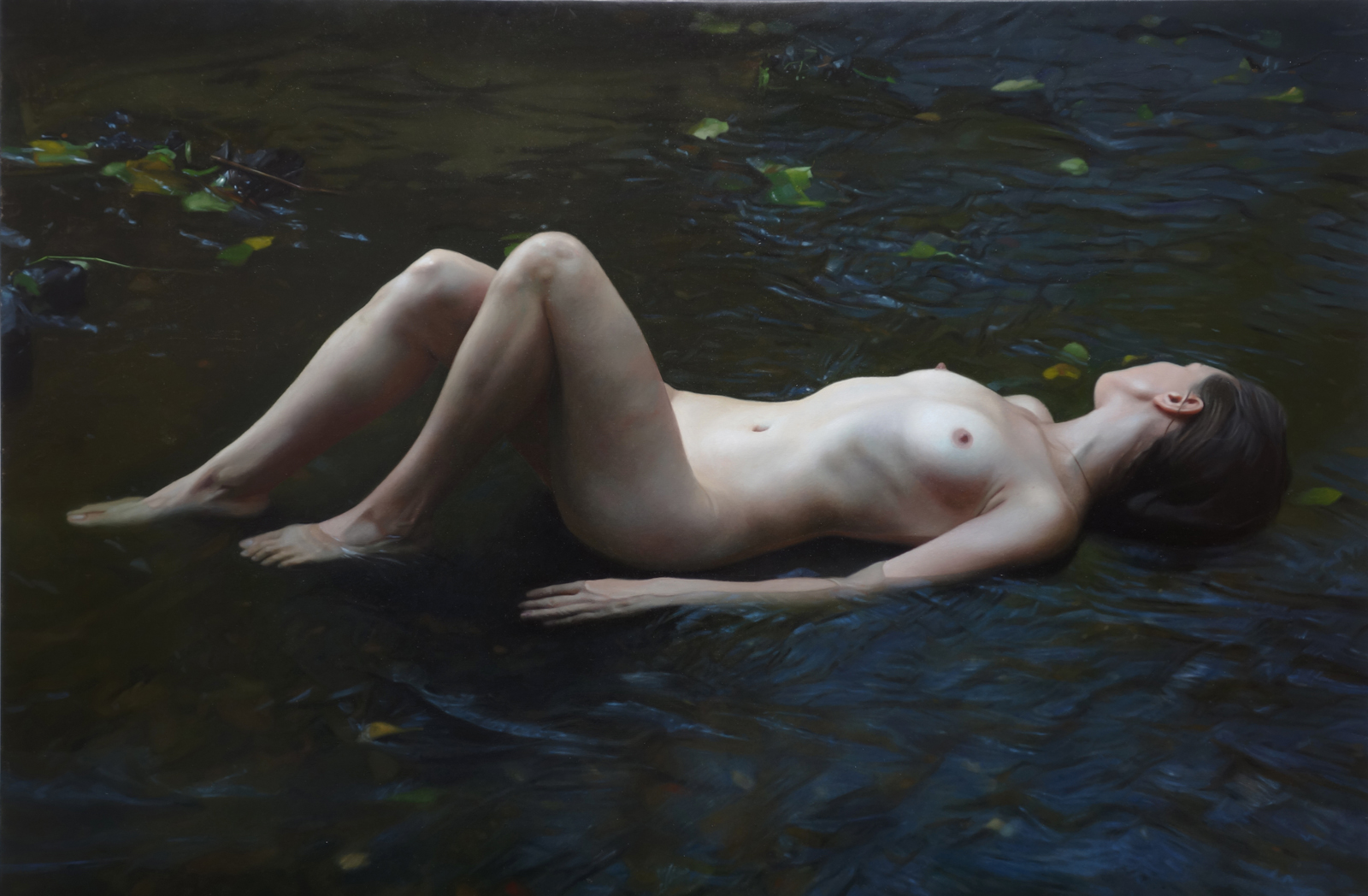
Jan Mikulka, Akt v potoce 2, 2017

### Experimenty
Po studiích se přiblížil i k abstraktní malbě, když experimentoval s optickými vjemy pomocí efektů neklidné vodní hladiny Voda (2008–2011). Využil i kouřový efekt (Lesní scenérie, 2012) a rozostření scény. Snad byl ovlivněn malbou Gerharda Richtera, nebo pouze hledal další možnosti. Neobvyklá svým námětem, barevností nebo procesem malby je Hra (2012), zachycující rozostřené postavy, které se věnují venkovní hře. Obtížně zařaditelné jsou některé výjevy z „domácího života“ Dvojice (2013) nebo existenciální podtext (Jakub 4, 2012).

### Zátiší
Mikulkova zátiší jsou částečně sestavena z běžných každodenních předmětů, někdy s paradoxními detaily odkazujícími k současnému desakralizovanému konzumnímu způsobu života. Jeho Zátiší s jablky, podané staromistrovským způsobem malby, v němž napětí vytváří seschlé ovoce i taška ze supermarketu, je zároveň metaforou zmaru. Mikulkova zátiší s mandarinkami (2016) si pohrávají s iluzí převráceného odrazu na skleněné podložce. V Zátiší s granátovými jablky (2017–2018) vytváří Mikulka čistě malířskými prostředky komplexní vizuální matrici vztahů mezi vyobrazenými objekty a propojuje je v imaginárním nebo intuitivně chápaném prostoru, v němž se vzdálenější předměty jeví neostré, až na pomezí abstrakce. Dvě verze Zátiší s limetkami (2016–2017) a Zátiší ze starožitného pokoje (2018) jsou zřetelným odkazem na starší mistry a důslednou trojúhelníkovou kompozicí odkazují na jistou zálibu malíře ve vizuální symetrii. Také zde je empiricky vnímaný prostor vymezen pouze zdí v pozadí a perspektivním stlačením, které soustřeďuje pozornost diváka na předměty ve středním plánu. Karafa a olivy jsou v tradiční náboženské ikonografii považovány za objekty se symbolickým významem.

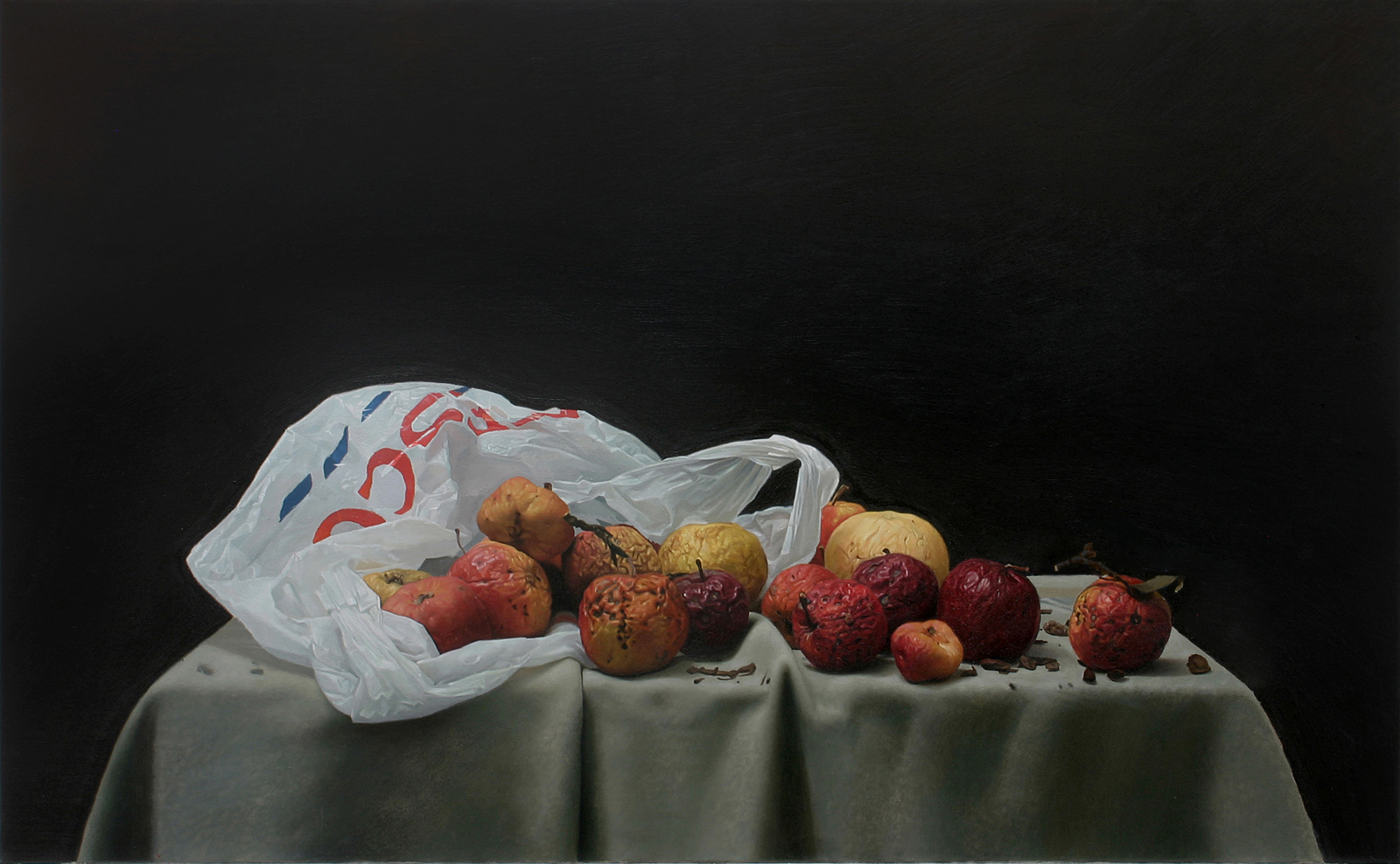
Jan Mikulka, Zátiší s jablky, 2011
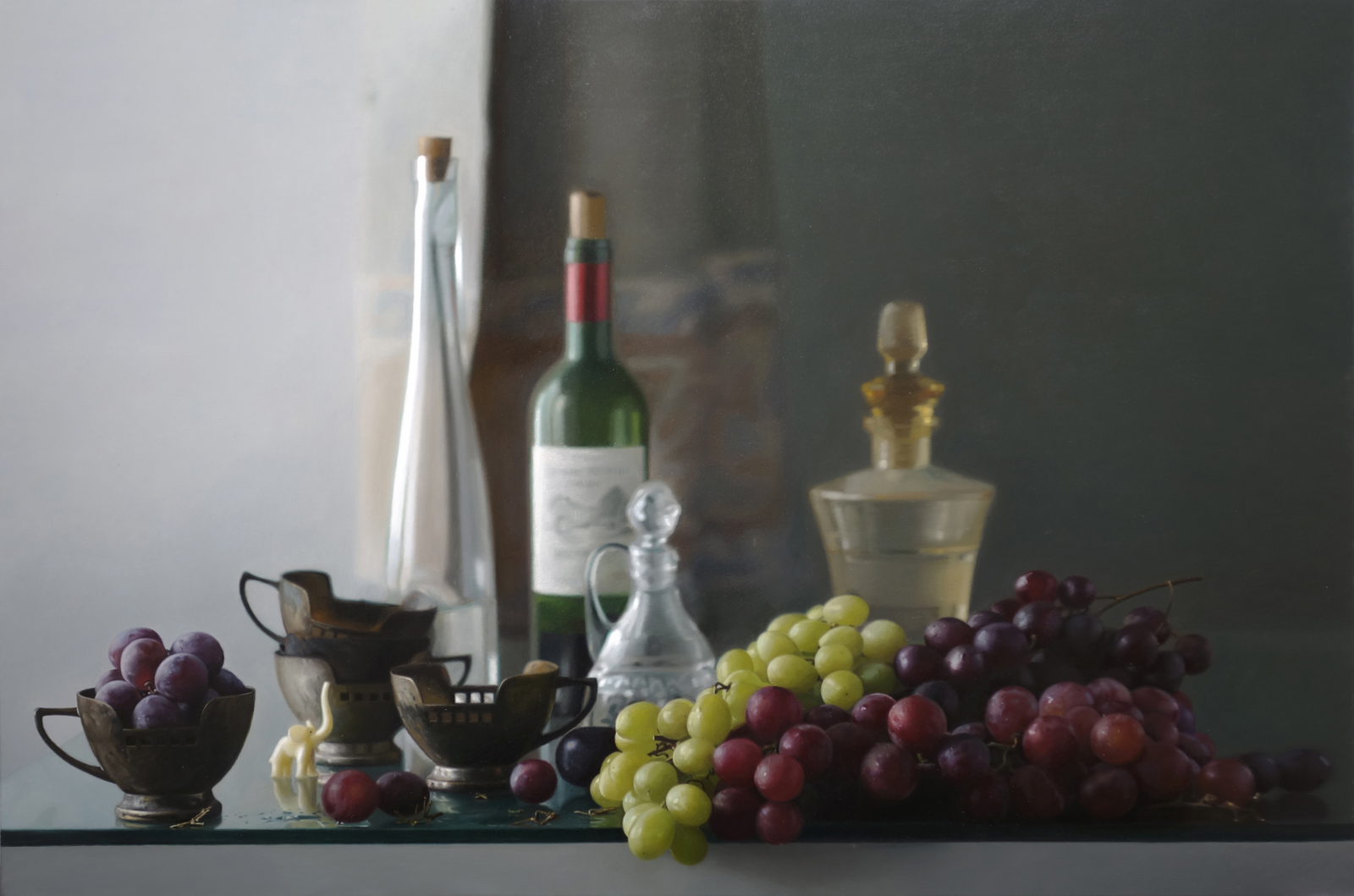
Jan Mikulka, Zátiší ze starožitného pokoje, 2018
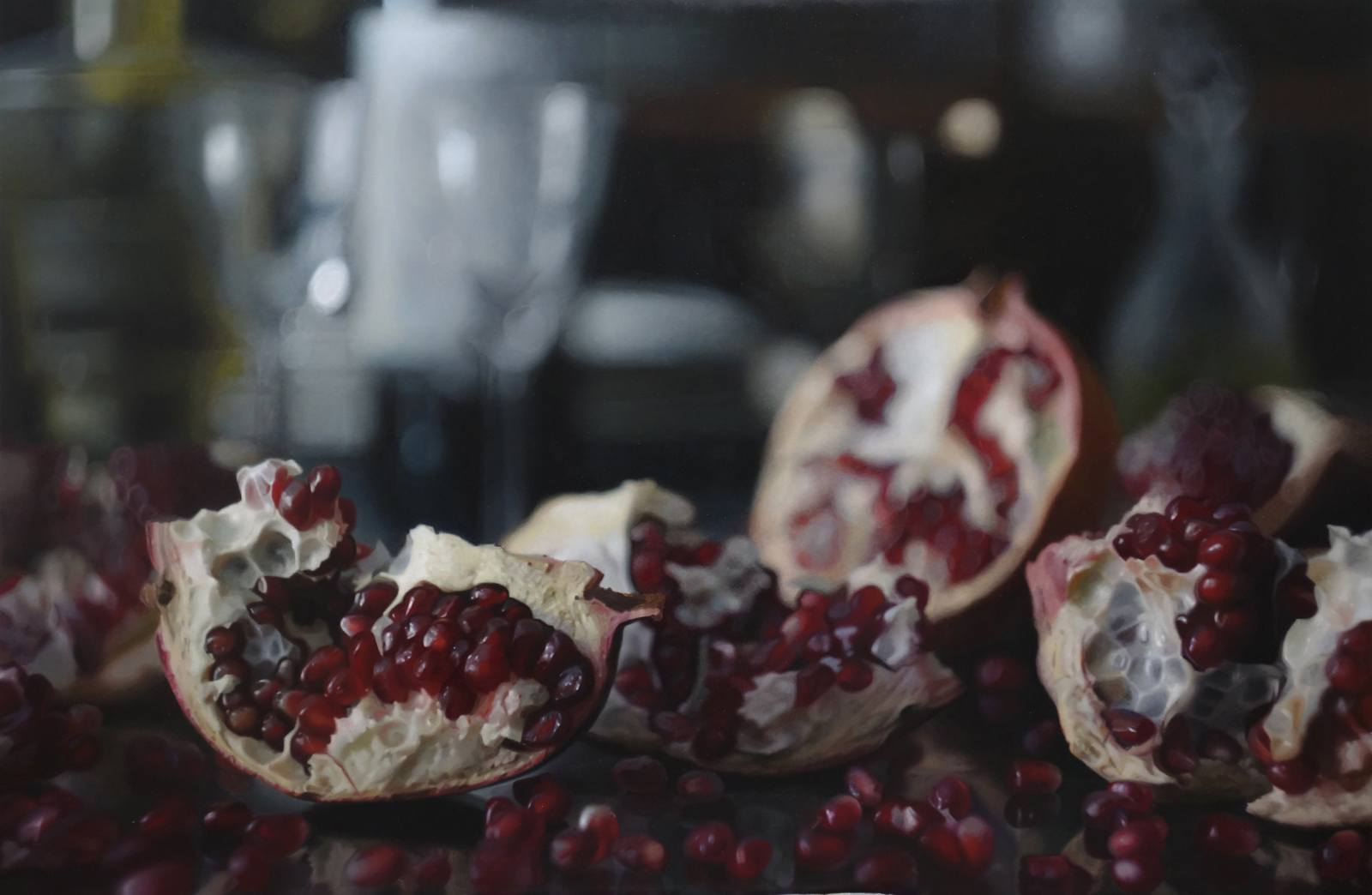
Jan Mikulka, Zátiší s granátovým jablkem, 2017
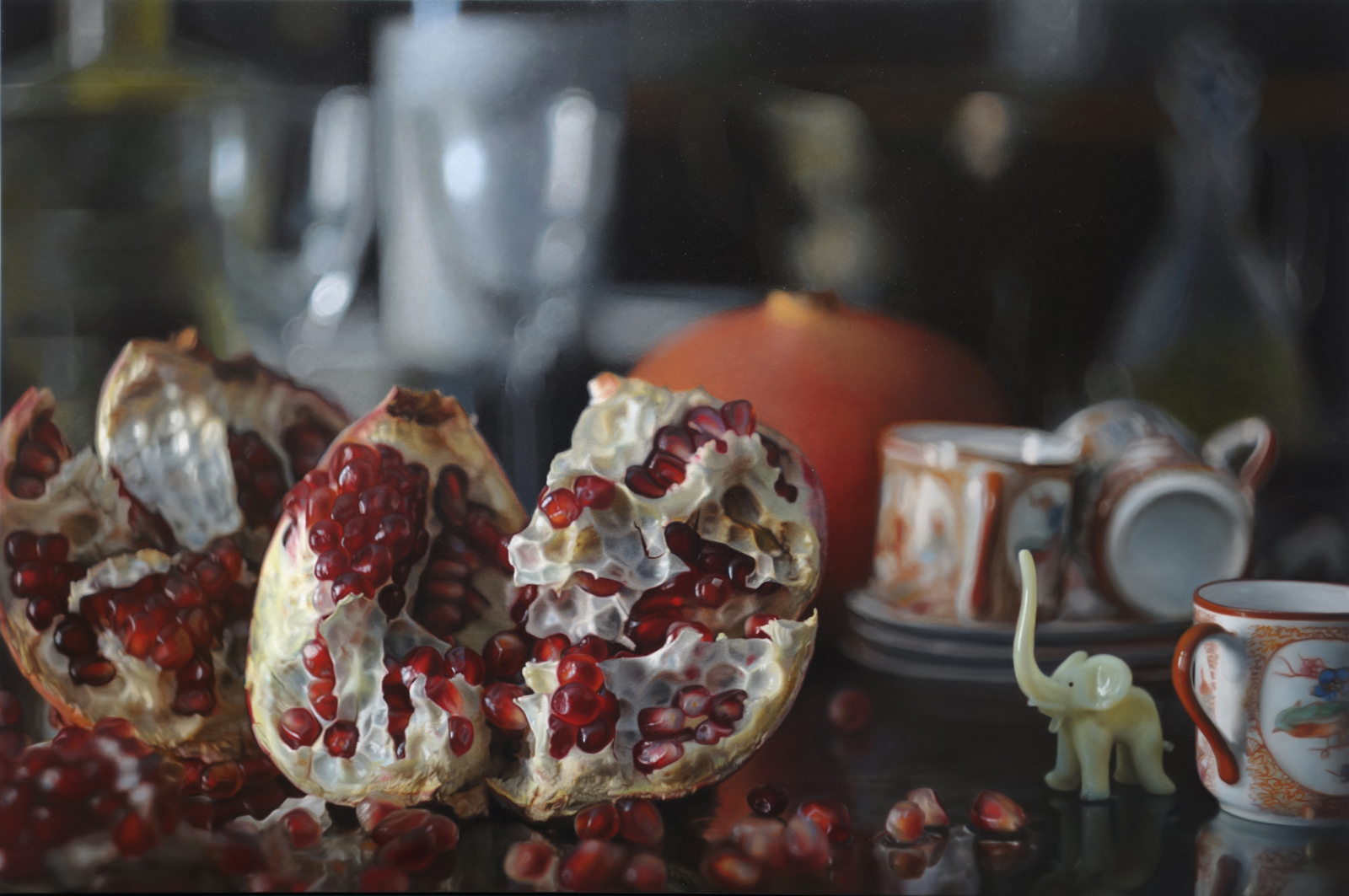
Jan Mikulka, Zátiší s granátovým jablkem a sloníkem, 2018

Specifickým druhem zátiší je florální malba, která se jako samostatný žánr objevuje od 16. století a má vrchol ve století sedmnáctém. Dvě Mikulkova Zátiší s liliemi (2015, 2016) jsou především ukázkou mistrovské realistické malby. S tradiční náboženskou symbolikou lilií, které od středověku poukazují na neposkvrněné početí Panny Marie, patrně nemají nic společného. Malíř si pohrává s průsvity a zrcadlením okolí ve skleněné váze a odkazuje tak spíše na inspiraci van Eyckovou Svatbou manželů Arnolfiniových a vyzdvihuje smyslovou přítomnost prostřednictvím absence.

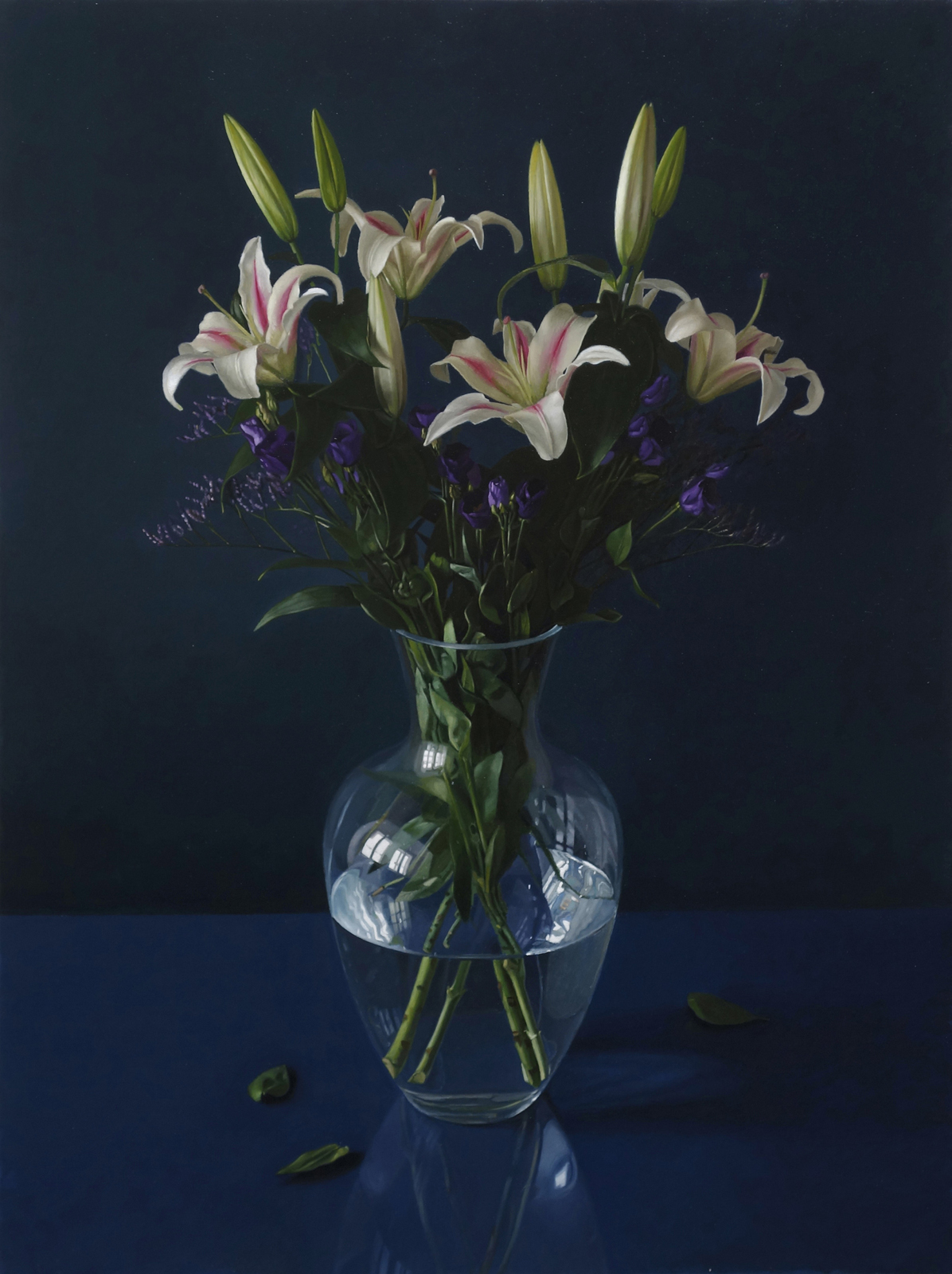
Jan Mikulka, Lilie, 2017
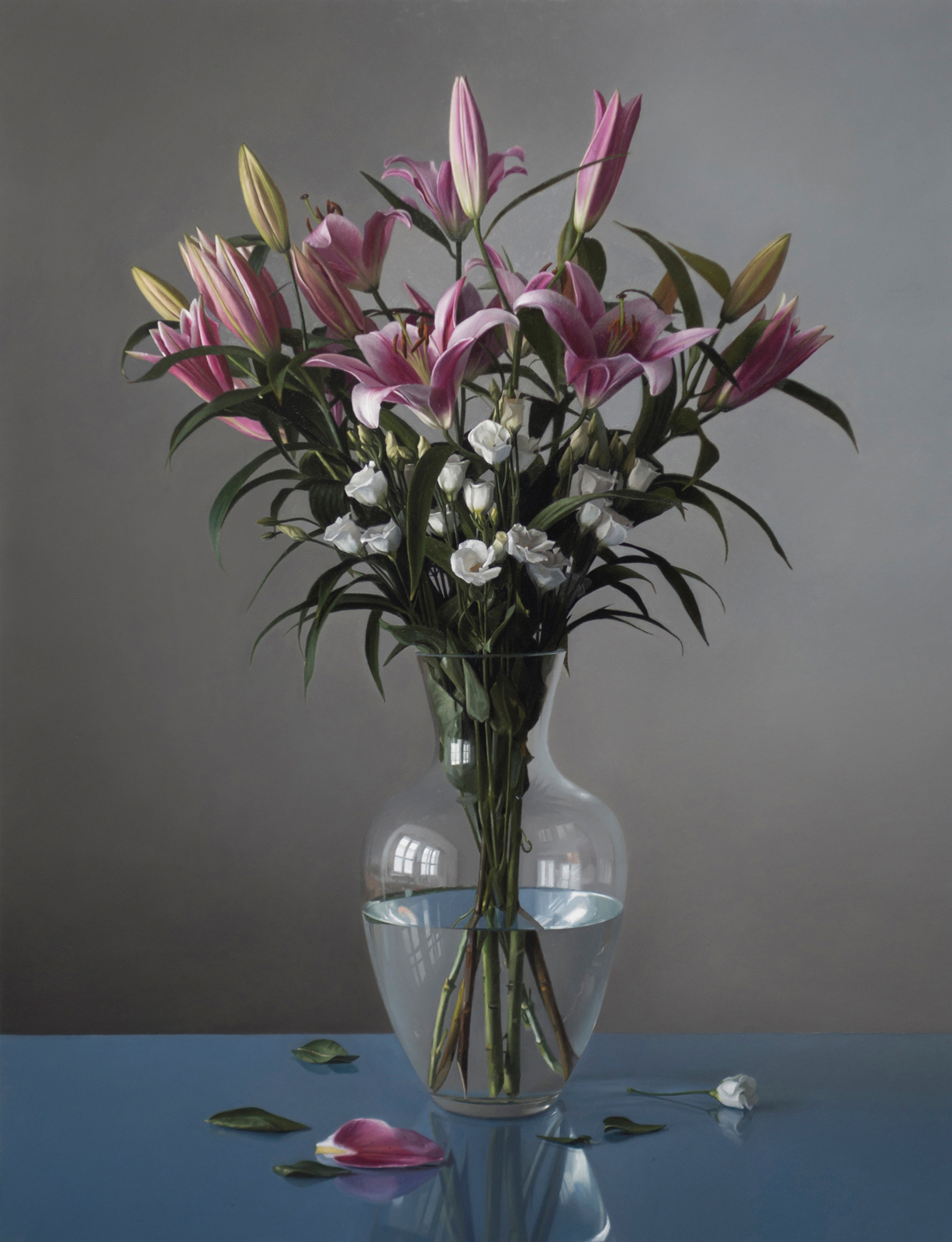
Jan Mikulka, Lilie 2, 2018

### Zachycení pohybu
Pro nejnovější Mikulkovu tvorbu je charakteristický posun od dřívější neuchopitelnosti a neproniknutelnosti směrem k jasnějšímu výrazu prostřednictvím přímočarého realismu. To se týká především jeho obrazů, v nichž se pokouší téměř fotografickým způsobem zachytit a zmrazit pohyb lidské figury (Šipka, 2014, triptych Baletka, 2018–2019). Jeho realistický přístup k malbě není ničím více ani méně, než hledáním skutečného, tvůrčí jednoty mezi myslí a vhledy zprostředkovanými aktivním vnímáním.

### Známá díla
- 2011 Jakub, cena diváků BP Portrait Award, Royal Society of Portrait Painters
- 2013 Autoportrét, vítěz SELF portrait prize, Royal Society of Portrait Painters
- 2015 V parku, Honorable mention, Museo Europeo de Arte Moderno, Barcelona
- 2016 V parku, vítěz The Changing Faces Prize, Royal Society of Portrait Painters

### Výstavy (výběr)

#### Autorské
- 2012 Jan Mikulka, Moments, Anderle Gallery, Prague
- 2013 Jan Mikulka, Obrazy / Paintings, Kulturní dům Dobříš[23]
- 2019 Yigal Ozeri, Jan Mikulka, In Pursuit of the Real, Cermak Eisenkraft Gallery, Prague
- 2020 An Attempt at Maximum Approximation - KE 3171 096, Museum of Art Olomouc
- 2022 Pavel Baňka – Mezi fotografií a malbou & Jan Mikulka – Mezi malbou a fotografií, Topičův salon, Prague[24]

#### Společné
- 2000 Portrét roku 2000, Galerie U Bílého jednorožce, Klatovy
- 2001 Ateliéry AVU / Malířská škola profesora Zdeňka Berana, Wortnerův dům Alšovy jihočeské galerie, České Budějovice
- 2002 Výstava studentů vysokých škol, Sovinec
- 2004 Mezinárodní bienále současného umění, pražská Radnice
- 2005 Mezinárodní bienále současného umění, Národní galerie v Praze
- 2005 Zkouška 1, Galerie Anderle, Praha
- 2006 Diplomanti AVU 2006, Veletržní palác, Národní galerie v Praze
- 2006 Jan Mikulka, Dušan Mravec: Obrazy, Museum Kampa
- 2008 Defenestrace, Novoměstská radnice Praha
- 2009 Intro, Gallerie S.V.U. Manes Diamant, Praha
- 2010 Blue line: Skupina Unfocused a hosté, Písecká brána, Praha
- 2010 S.V.U. Manes: Ohlédnutí, Gallery of Slovak art union, Bratislava
- 2011 BP Portrait Awards(visitors prize winner), National Portrait Gallery, London, Wolverhampton Art Gallery, Aberdeen Art Gallery, UK
- 2012 Současná česká a slovenská malba, Národní galerie v Praze
- 2012 Nedávní absolventi AVU - škola Zdeňka Berana, Galerie Navrátil, Praha
- 2012 Paintomorrow, Museum Šumperk
- 2012 Element F, Moravská galerie v Brně
- 2013 PAINTOMORROW: Unikátní přehlídka současné mladé malby v podání dvanácti českých výtvarníků, Muzeum města Tišnova - Müllerův dům, Tišnov, Era, Praha
- 2013 Art Prague (The Chemistry Gallery), Kafkův dům, Praha
- 2013 21:21, The Chemistry Gallery, Prague, CZ
- 2013 Et Cetera, Instituto Italiano di Cultura, Praha
- 2013 Royal Society Of Portrait Painters Annual Exhibition-SELF(1st prize winner), Mall Galleries, London, UK
- 2013 Volta 9 (Gallery Vernon), Dreispitzhalle, Basel, Switzerland
- 2013 Confidential Reports, NoD Gallery, Praha
- 2013 The Threadneedle Prize, Mall Galleries, London, UK
- 2014 Royal Society Of Portrait Painters Annual Exhibition, Mall Galleries, London, UK
- 2015 Et Cetera, MAXXI Museum, Rome, Italy
- 2015 Faces of Pilsen, Depo space, Plzeň
- 2015 BP Portrait Awards 2015, National Portrait Gallery, London, UK
- 2015 Figurativas 15 (Honorable mention), MEAM Museum, Barcelona, Spain
- 2015 Cermak Eisenkraft Gallery, Private sales, Praha
- 2016 Royal Society Of Portrait Painters Annual Exhibition (The Changing Faces Award), Mall Galleries, London, Scottish National Portrait Gallery, Edinburgh, Ulster Museum, Belfast, UK
- 2016 Summer Salon Show, Rarity Gallery, Mykonos, Greece
- 2016 Cermak Eisenkraft Gallery, Private sales, Praha
- 2017 Junge Prager, Junge Berliner, Czech center, Berlin, Smetana Q Gallery, Praha
- 2017 Cermak Eisenkraft Gallery, Private sales, Praha
- 2017 The Art of Making Catastrophe (The Chemistry gallery, Zoya Museum, Bratislava
- 2018 Cermak Eisenkraft Gallery, Private sales, Praha
- 2018 Art Fair Art Paris, Grand Palais, Cermak Eisenkraft Gallery, Paris
- 2018 Royal Society Of Portrait Painters Annual Exhibition, Mall Galleries, London
- 2018 Reality show, Arcimboldo Gallery, Prague
- 2018 Can´t Stop Kissing You, The Chemistry Gallery, Praha
- 2020 Vanitas, DOX Prague
- 2023 ENDLESS POOLS: Jan Mikulka, Michal Ožibko, Zdeněk Trs, Vladimír Véla, Adolf Loos Apartment and Gallery, Prague
- 2024 Podoby Mimesis (Tomáš Kubík, Jan Mikulka, Dušan Mravec, Leoš Suchan, Martin Velíšek), Gallery of Česká spořitelna[25]